# Ресволль-Холмсен, Ханна
Ханна Ресволль-Холмсен (норв. Hanna Resvoll-Holmsen; 11 сентября 1873 — 13 марта 1943) — норвежский учёный-ботаник. Вместе с сестрой, Теклой Ресволл, были первыми в Норвегии женщинами-учёными в области естествознания и охраны природы.

## Биография
Ханна Ресволль-Холмсен родилась 11 сентября 1873 года в коммуне Вого, Оппланн. В детстве она часто болела, поэтому посещала школу с перерывами. В 1902 Ханна сдала вступительные экзамены в высшую школу, в 1910 году закончила обучение в университете Осло. В 1921-1938 годах занимала должность доцента с фитогеографии в этом же университете.
В 1907 году Ханна Ресволль-Холмсен принимала участие в экспедиции на Шпицберген во главе с океанографом принцем Альбером. В следующем году она поехала на Шпицберген самостоятельно, занималась фотографированием, частично выполнила цветные фото. Эти фотографии являются уникальной ранней документацией природы Шпицбергена. Её ботанические наблюдения были впервые опубликованы в труде "Observations botaniques" в Монако, а в 1927 году изданы на норвежском языке. "Svalbards Flora" (1927) – первая публикация о флоры архипелага Шпицберген.
Используя количественные методы Кристена Раункира она провела большое вегетативные исследования норвежской и альпийской растительности, результаты были опубликованы в работе "Om Fjeldvegetationen i det Østenfjeldske Norge" ("Горная растительность Норвегии на восток от Сканда"; 1920). Она также исследовала субальпийские берёзовые леса, результаты исследований были опубликованы в эссе "Om betydningen av det uensartede i våre skoger" ("О значении гетерогенности в лесах").
Ханна Ресволль-Холмсен была активным защитником природы Норвегии. Вместе с геологом Адольфом Хоелем они впервые подняли вопрос охраны природы на Шпицбергене. Её называли первой в стране "зелёной чулком".
Первый брак Ханны Ресволль-Холмсен с Гансом Дисетом был неудачным, они развелись в 1901 году. В 1909 году она вторично вышла замуж за геолога Гуннара Холмсена (1880-1976), брата мужа её сестры Теклы Ресволл.
Ханна Ресволль-Холмсен умерла 13 марта 1943 в Осло.

## Памяти
Вид "Ranunculus resvoll-holmseniae" (Лютиковые) был назван в её честь.

## Отдельные научные труды
- "Les observations botaniques de la campagne scientifique de S. A. S. le Prince Albert 1er de Monaco. La misión Isachsen au Spitzberg 1907" - 1910
- "Observations botaniques" - 1913
- "Om betingelserne for Spitsbergens planteliv" - 1920
- "Om fjeldvegetationen i det østenfjeldske Norge - 1920
- "Svalbards Flora" - 1927
- "Om betydningen av det uensartede i våre skoger." Tidsskrift for Skogbruk - 1932